# Каракір
Каракі́р (каз. Қарақиыр) — село у складі Мактааральського району Туркестанської області Казахстану. Входить до складу сільського округу Жолдабая Нурлибаєва.
Населення — 775 осіб (2021; 843 у 2009, 710 у 1999, 559 у 1989).